# Plattmaskar
Plattmaskar (Platyhelminthes) är en stam djur med bilateral symmetri. Vissa bandmaskar kan bli mer än 10 meter långa, den längsta som någon har uppmätt var 30 meter lång och av arten bred binnikemask (Diphyllobothrium latum). Stammen innehåller runt 100 000 ännu existerande arter, vilket gör den till den största stammen med acoelomater.     

## Anatomi
Plattmaskar är den enklaste djurgruppen med ett centralt nervsystem som förmedlar nervimpulser från olika delar på kroppen samt de enkla ögonen, som bara kan skilja på ljus och mörker. Nervsystemet består av två längsgående nerver med förgreningar och en ansamling av ganglier i huvudänden, vilken fungerar som en enkel hjärna. Vissa släkten har förlorat sin syn, då de lever parasitiskt.
Plattmaskarna saknar inre organ för cirkulation, och gas- närings- och slaggproduktsutbytet sker i interstitialvätskan. 

## Förökning
Plattmaskar är hermafroditiska, det vill säga att varje individ producerar både ägg och spermier. När två plattmaskar parar sig så byter de spermier så att båda blir befruktade. Vissa plattmaskar, såsom Pseudobiceros hancockanus, deltar i en penisfäktning, där två individer försöker tränga igenom den andres skinn med sin penis. Den som först lyckas befrukta den andra individen slipper gå och bära på de befruktade äggen. Plattmaskar befruktar vanligtvis inte sina egna ägg utan andras. 

## Klasser
- Virvelmaskar (Turbellaria)
- Sugmaskar (Trematoda) / Monogenea och Digenea
- Bandmaskar eller binnikemaskar (Cestoda)

## Invasiv plattmask
Nov 2024 larmade Naturvårdsverket om en ny invasiv plattmask, den sydamerikanska lövliknande plattmasken Obama nungara, som  några veckor därföre hade påträffats i Skåne.